# Meristogenys stenocephalus
Espèce
Meristogenys stenocephalus est une espèce d'amphibiens de la famille des Ranidae.

## Répartition
Cette espèce est endémique de l'État du Sabah en Malaisie orientale sur l'île de Bornéo. Elle se rencontre vers 550 m d'altitude dans la chaîne Crocker.

## Publication originale
- Shimada, Matsui, Yambun & Sudin, 2011 : A taxonomic studuy of Whitehead's torrent frog, Meristogenys whiteheadi, with descriptions of two new species (Amphibia: Ranidae). Zoological Journal of the Linnean Society, vol. 161, no 1, p. 157-183.